# Olănești, Vâlcea
Olănești este o localitate componentă a orașului Băile Olănești din județul Vâlcea, Oltenia, România.
Are statut de localitate componentă a orașului Băile Olănești.

## Personalități
Gheorghe A. Olănescu (1905-1986), medic român, membru corespondent al Academiei Române.

## Vezi și
- Biserica Sfântul Ierarh Nicolae din Olănești
- Biserica Sfinții Voievozi din Olănești
- Biserica Sfântul Ioan Botezătorul din Olănești

## Imagini

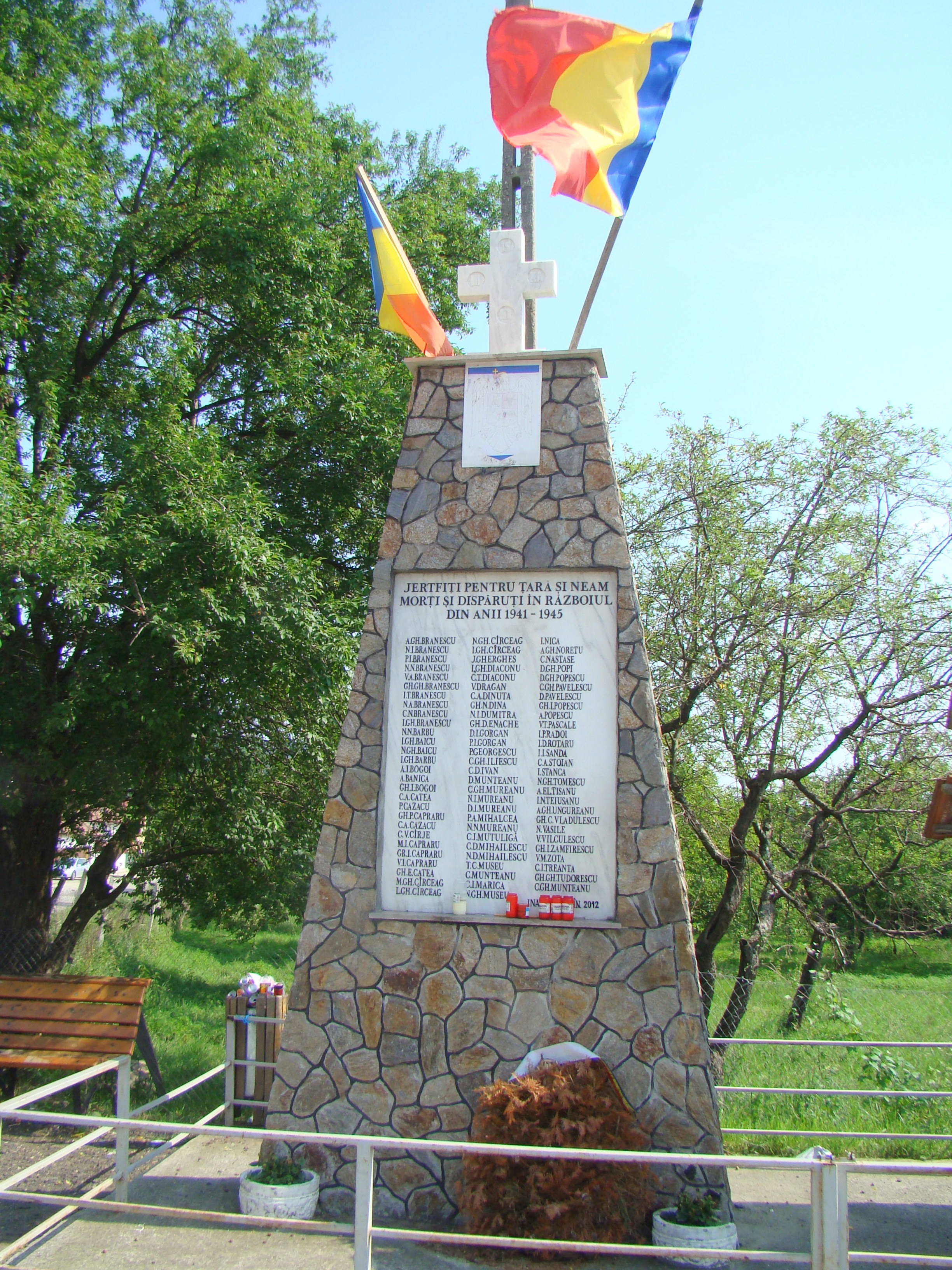
Monumentul eroilor
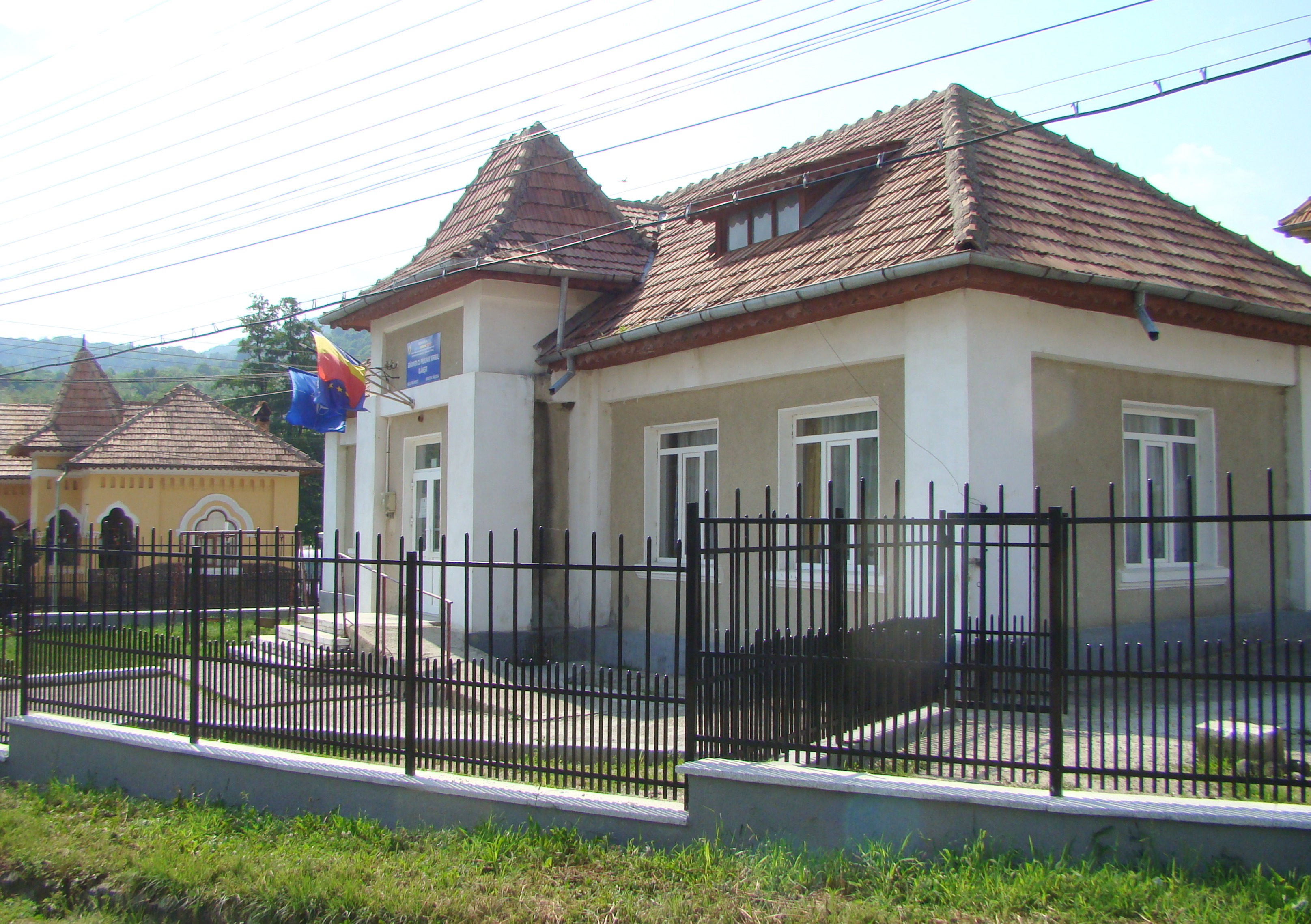
Școala
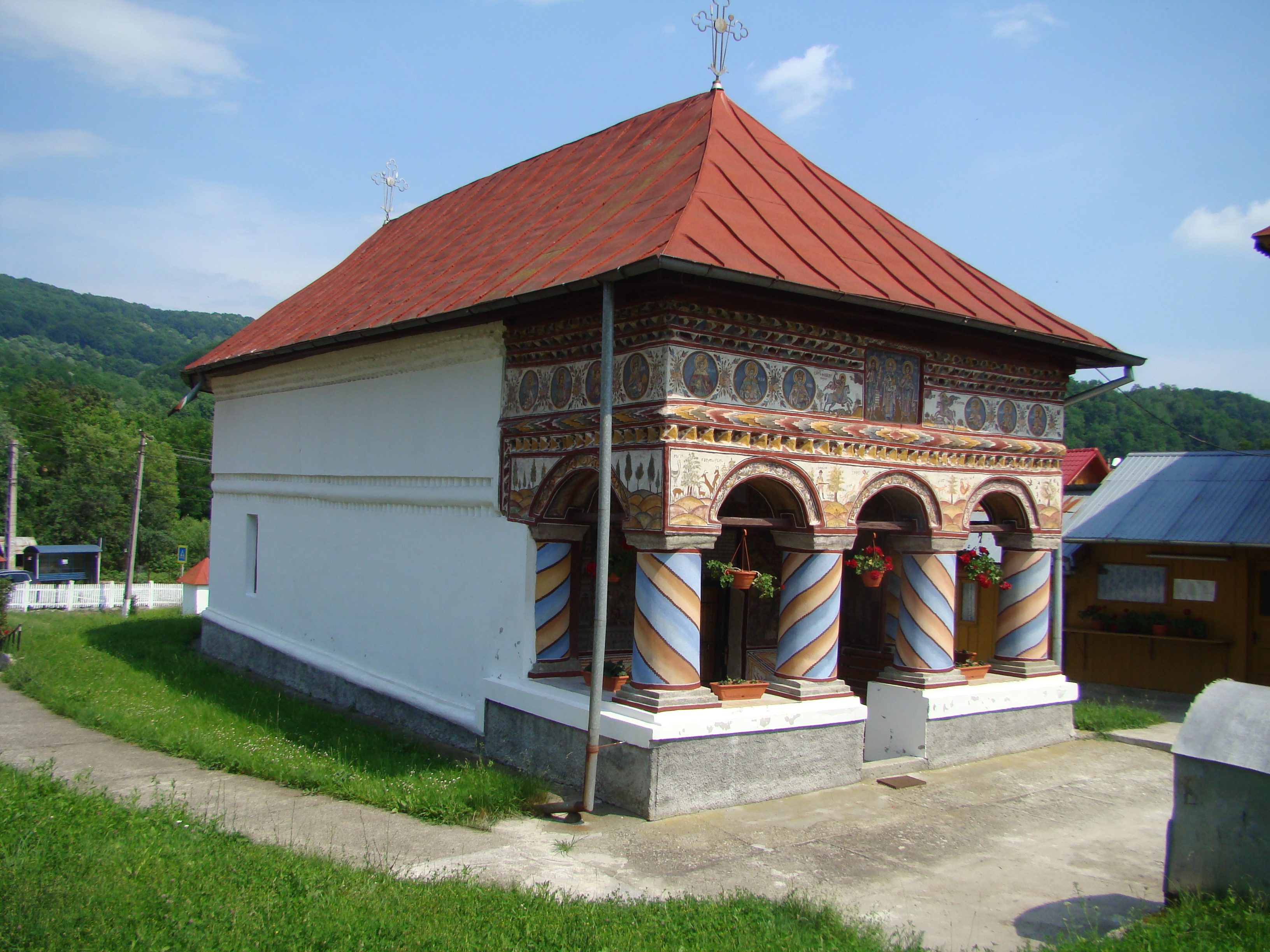
Biserica „Sfântul Ioan Botezătorul”, str. Tudor Vladimirescu 105, Cartier Cormoșești (monument istoric)
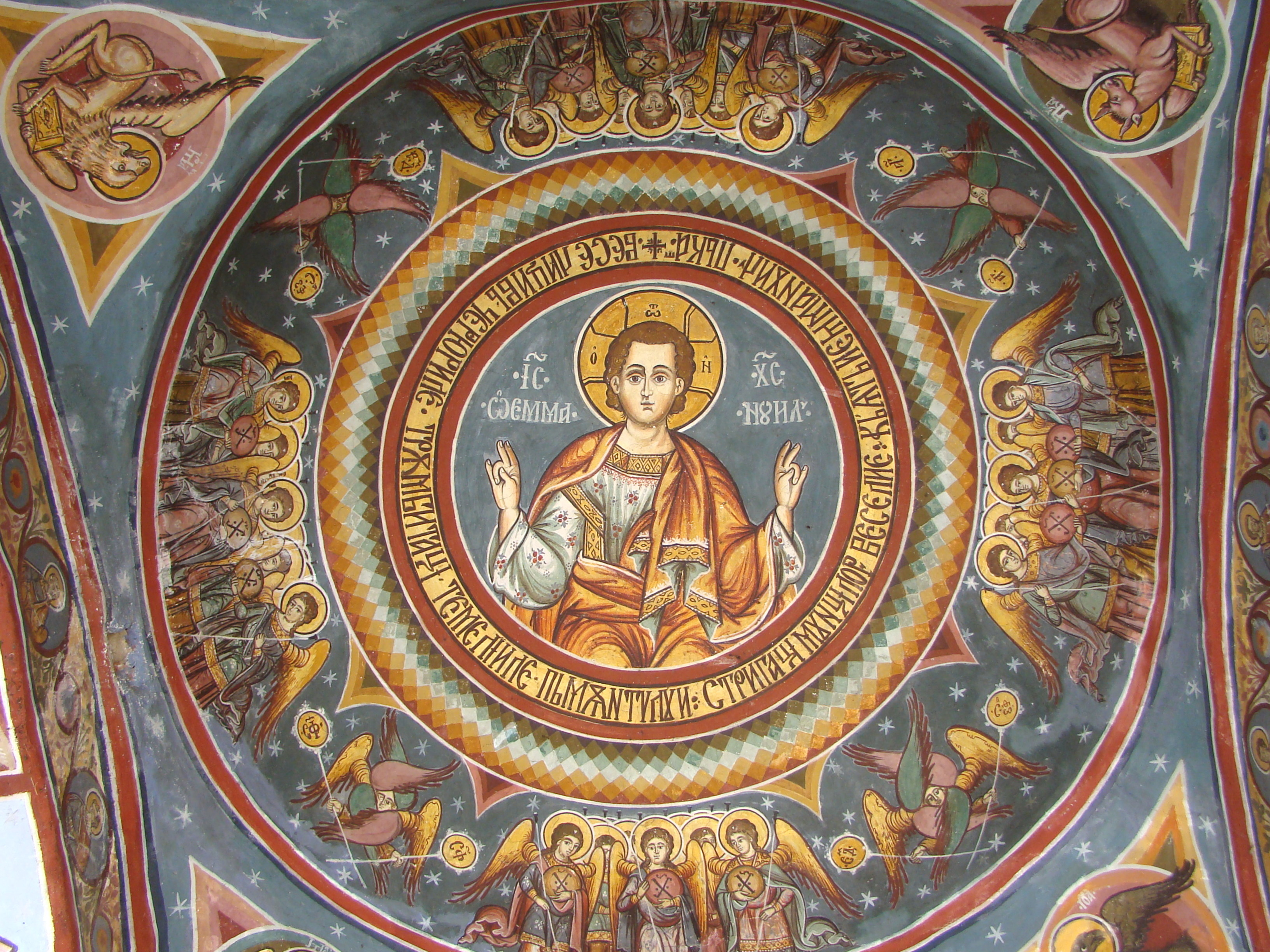
Biserica „Sfântul Ioan Botezătorul”, str. Tudor Vladimirescu 105, Cartier Cormoșești (pictura exterioară)
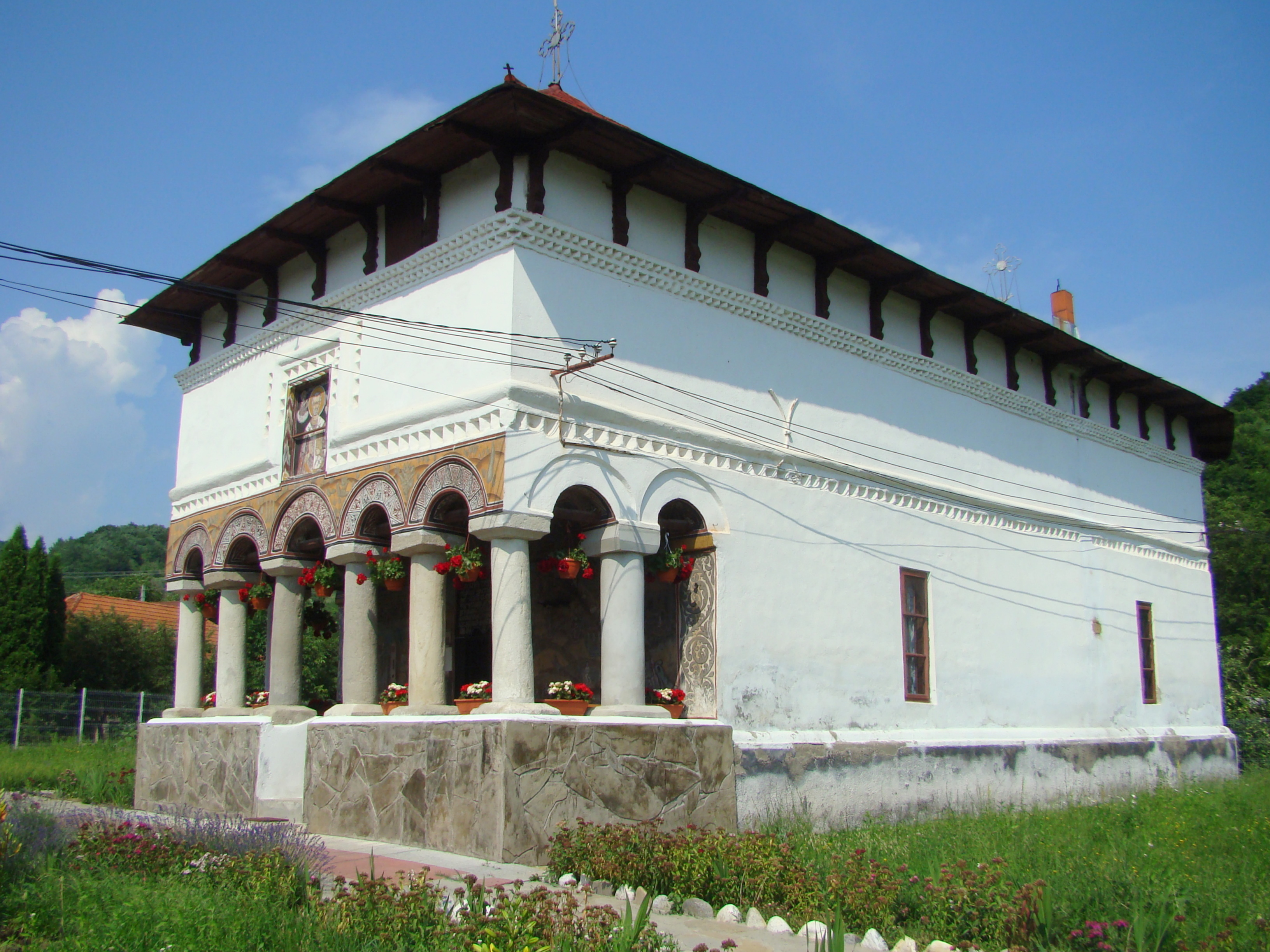
Biserica „Sfântul Nicolae”, str. prof. dr. Gheorghe Olănescu, nr.2 (monument istoric)
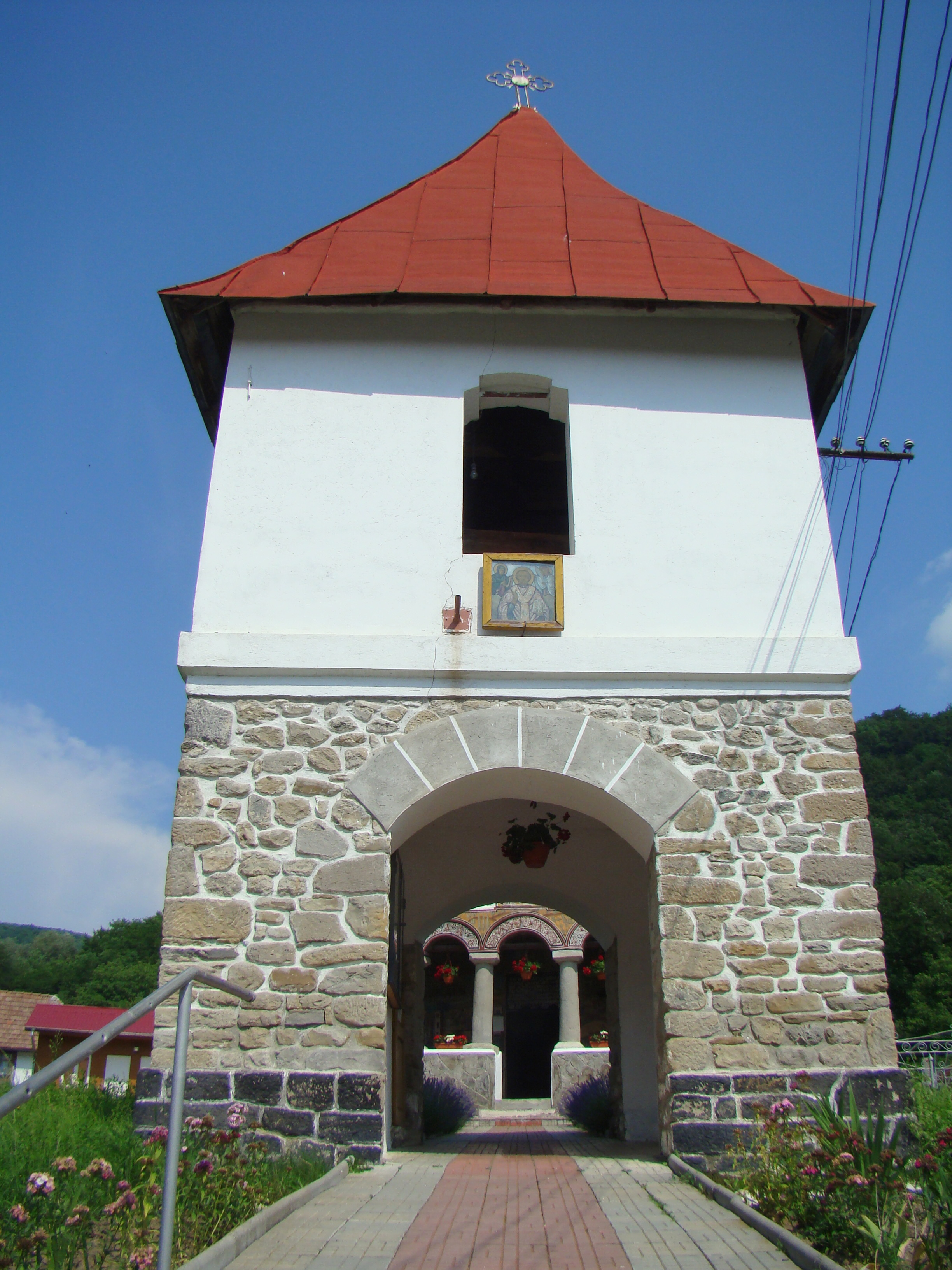
Biserica „Sfântul Nicolae”, str. prof. dr. Gheorghe Olănescu, nr.2 (turnul-clopotniță)